# James Rollins
James Rollins, właśc. James Paul Czajkowski (ur. 20 sierpnia 1961 w Chicago) – amerykański pisarz pochodzenia polskiego, autor powieści przygodowych, fantasy i thrillerów, z wykształcenia lekarz weterynarii.

## Zarys biografii
Jim Czajkowski pochodzi z Chicago w stanie Illinois. Studia ukończył na Uniwersytecie Missouri, zdobywając doktorat w dziedzinie weterynarii. Po studiach prowadził własną praktykę weterynaryjną w Sacramento w Kalifornii. Początkowo publikował pod pseudonimem „James Clemens”, lecz dopiero seria książek z cyklu SIGMA Force, którą pisze jako „James Rollins”, przyniosła mu międzynarodową sławę.

## Twórczość

### Jako James Rollins
- Podziemny labirynt (Subterranean, 1999)
- Ekspedycja (Excavation, 2000)
- Deep Fathom (2001)
- Amazonia (Amazonia, 2002)
- Lodowa pułapka (Ice Hunt, 2003)
- Indiana Jones i Królestwo Kryształowej Czaszki (Indiana Jones and the Kingdom of the Crystal Skull, 2008)
- Ołtarz edenu (Altar of Eden, 2009)

Cykl SIGMA Force
- Burza piaskowa (Sandstorm, 2004)
- Mapa Trzech Mędrców (Map of Bones, 2005)
- Czarny Zakon (Black Order, 2006)
- Wirus Judasza (The Judas Strain, 2007)
- Ostatnia wyrocznia (The Last Oracle, 2008)
- Klucz zagłady (The Doomsday Key, 2009)
- The Skeleton Key (2011) – nowela e-book
- Kolonia diabła (The Devil Colony, 2011)
- Tracker (2012) – nowela e-book
- Linia krwi (Bloodline, 2012)
- Oko boga (The Eye of God, 2013)
- Szósta apokalipsa (The 6th Extinction, 2014)
- The Midnight Watch (2015) – nowela e-book
- Labirynt kości (The Bone Labyrinth, 2015)
- Siódma plaga (2018)
- Diabelska korona (2019)
- Tygiel zła (Crucible, 2020)
- Ostatnia Odyseja (Last Oddysey, 2020)
- Królestwo Kości (Kingdom of Bones, 2022)

Cykl z Jakiem Ransomem
- Jake Ransom i władca czaszek (Jake Ransom and the Skull King's Shadow, 2009)
- Jake Ransom i wyjący sfinks (Jake Ransom and the Howling Sphinx, 2010)

### Jako James Clemens
Cykl The Banned and the Banished
- Wit'ch Fire (1998)
- Wit'ch Storm (1999)
- Wit'ch War (2000)
- Wit'ch Gate (2001)
- Wit'ch Star (2002)

Cykl The Godslayer
- Shadow Fall (2005)
- Hinterland (2006)

### Cykl Zakon sangwinistów (wspólnie z Rebeccą Cantrell)
- City of Screams (2012) – opowiadanie
- Ewangelia krwi (The Blood Gospel, 2013)
- Blood Brothers (2013) – opowiadanie
- Niewinna krew (Innocent Blood, 2013)
- Diabelska krew (Blood Infernal, 2015)

### Cykl Tucker Wayne (wspólnie z Grantem Blackwoodem)
- Wyłącznik awaryjny (The Kill Switch, 2014, pol. 2017)
- War Hawk (2016)